# Basilica di Santa Maria de la Seu de Manresa
La Basilica di Santa Maria de la Seu de Manresa, conosciuta popolarmente come La Seu anche se è mai stata sede vescovile, è una chiesa di architettura romanico-gotica che si trova a Manresa nel nord della Spagna.

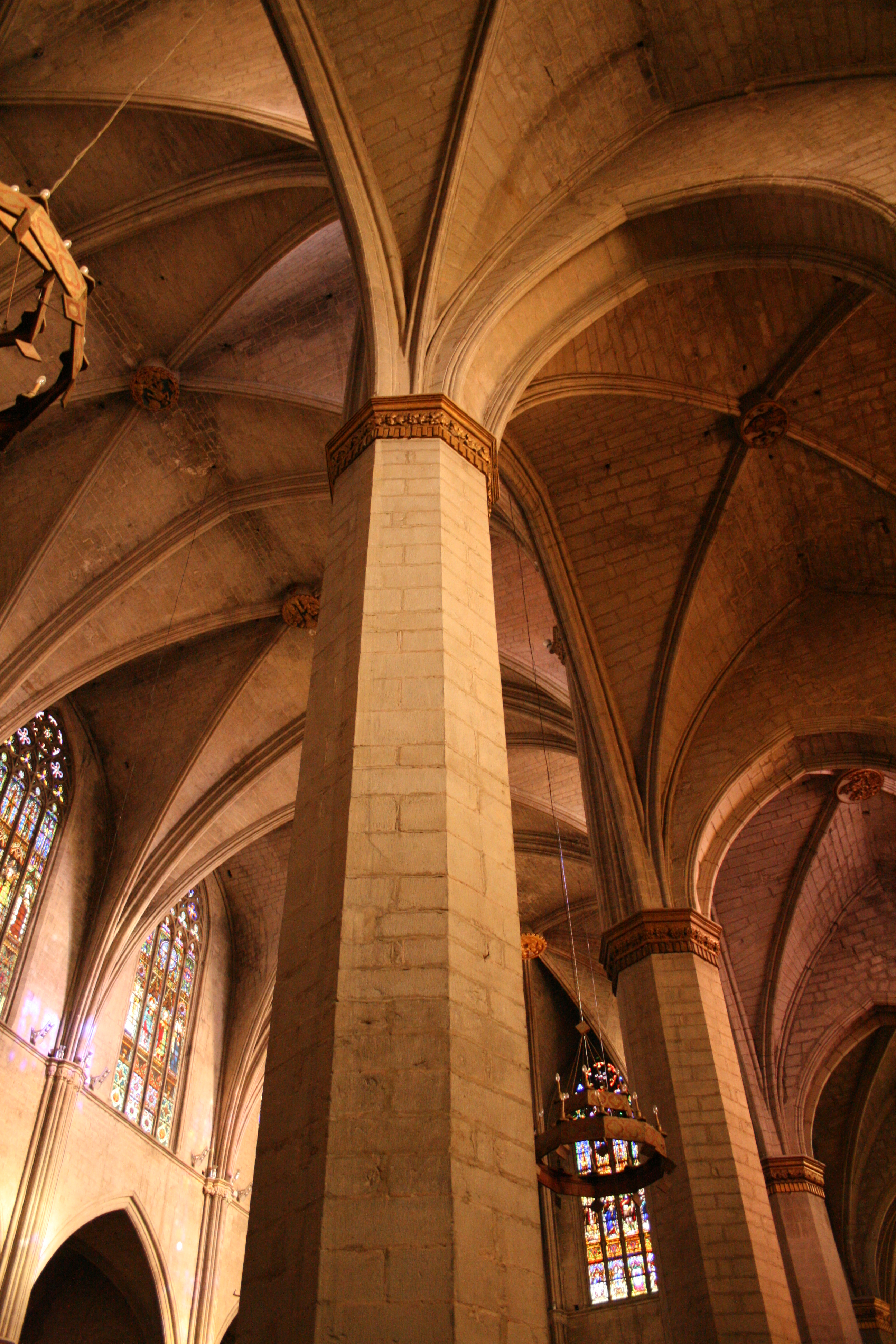
Volte gotiche all'interno.

## Storia
La chiesa si trova sul monte Puigcardener, culla storica della città, ed è documentata fin dal 889. Nel 999 fu devastata dalle truppe di Almanzor e ristrutturata nel 1000 su iniziativa del conte Ramon Berenguer, della madre Ermesinde e dell'abate Oliva, vescovo di Vic. Di questa struttura romanica e di quella preromanica si conservano oggi solo pochi resti, tra cui le colonne del chiostro risalenti all'XI secolo, caratterizzate da colonne con capitelli a motivi vegetali e geometrici, e un portale del XII secolo.
Nel corso del XIV secolo la città di Manresa visse un grande sviluppo e si decise di costruire una nuova struttura sopra la chiesa preesistente. La costruzione iniziò nel 1322, su progetto dell'architetto Berenguer de Montagut che aveva già lavorato alla Basilica di Santa Maria del Mar a Barcellona, e la prima pietra venne posta nel 1328. Nonostante la chiesa fosse completata nel 1371, i lavori si trascinarono fino al XV secolo e oltre, con la cripta che fu ultimata nel 1578 e la Cappella del Santissimo nel 1657.
Il campanile, di forma quadrangolare, risale al 1592 mentre la facciata principale e il battistero risalgono agli anni tra il 1915 e il 1934 e furono progettati da Alexandre Soler i March, che si avvalse della collaborazione di Antoni Gaudí.
Ha ricevuto il titolo di basilica minore da papa Leone XIII nel 1886 e dal 1931 è un monumento histórico.

## Panoramica
La chiesa è a tre navate, con quella centrale che è la seconda navata più ampia della Catalogna dopo quella della cattedrale di Girona), e senza la presenza del transetto.
L'interno presenta poche decorazioni, ad eccezione delle grandi finestre policrome, e quattro pale d'altare:
- San Marco, di Arnau Bassa (1346)
- Spirito Santo, di Pere Serra (1394), considerato tra i migliori esempi di pittura catalana del XIV secolo[10]
- San Michele e San Nicola, di Jaume Cabrera (1406)
- Santissima Trinità, opera tarda di Gabriel Guàrdia (1501).